# 对生毛蕨
对生毛蕨（学名：Cyclosorus oppositus），为金星蕨科毛蕨属下的一个植物种。